# NGC 2662
NGC 2662 est une petite galaxie elliptique située dans la constellation de l'Hydre.  NGC 2662 a été découverte par l'astronome britannique John Herschel en 1836.

## Caractéristiques
Sa vitesse par rapport au fond diffus cosmologique est de 4 254 ± 34 km/s, ce qui correspond à une distance de Hubble de 62,7 ± 4,4 Mpc (∼205 millions d'al).